# Lingulella
Lingulella is een geslacht van uitgestorven brachiopoden met fosfaatschaal. Het is bekend van de Midden-Cambrische Burgess Shale (Canada) tot de Boven-Ordovicische Bromide Formation (Verenigde Staten) in Noord-Amerika. 346 Exemplaren van Lingulella zijn bekend uit het Greater Phyllopod-bed, waar ze 0,66 procent van de gemeenschap uitmaken. Sommige exemplaren van de brachiopoden behouden de pedikel intact, die lang en dun was. Men denkt dat de brachiopode een generalist is geweest, omdat hij consequent voorkomt in de lagen van het Greater Phyllopod-bed. De vorm van deze 2,5 centimeter lange brachiopode is breed traanvormig, met een groeve in de steelklep.

## Verspreiding
Fossielen van Lingulella zijn gevonden in: 
- Cambrium

Australië, Canada (Brits Columbia, New Brunswick), China, Tsjechië, Denemarken, Groenland, India, Italië, Kazachstan, Mexico, Nieuw-Zeeland, Noorwegen, Pakistan, Polen, de Russische Federatie, Zweden, het Verenigd Koninkrijk en de Verenigde Staten (Arizona, Californië, Idaho, Montana, New York, Pennsylvania, South Dakota, Utah, Wisconsin, Wyoming).
- Ordovicium

Argentinië, Australië, Canada (Newfoundland en Labrador, Quebec), China, Colombia (Serranía de la Macarena, Meta), Tsjechië, Frankrijk, Ierland, Mexico, Peru, Polen, de Russische Federatie, Spanje, Zweden, het Verenigd Koninkrijk en de Verenigde Staten (Alabama, Kentucky, Montana, Nevada, New York, North Dakota, Oklahoma, Tennessee, Utah, Vermont, Virginia).
- Devoon

Vietnam.

## Soorten
- L. agaue Mergl & Kordule, 2008
- L. alabamensis
- L. alata Holmer, 1989
- L. alia
- L. allani Walcott, 1912
- L. amabilis Reed, 1917
- L. angustata
- L. angustior Reed, 1917
- L. antiquissima Jeremejew, 1856
- L. arachne Barrande, 1879
- L. arctica Walcott, 1924
- L. arguta
- L. augusta
- L. afga
- L. bella
- L. bellisculpta Clark, 1935
- L. bohemica Koliha, 1921
- L. borealis
- L. brainerdi
- L. brevis Portlock, 1843
- L. bridgei
- L. bukovensis Koliha, 1924
- L. burnetensis
- L. buttsi
- L. bynguanoensis Roberts, 1990
- L. caelata
- L. carrickensis Reed, 1917
- L. chapa
- L. chengjiangensis Jin, Hou & Wang, 1993
- L. chinchiaensis Kobayashi, 1933
- L. chinensis
- L. chuarensis
- L. circa Xu & Liu, 1984
- L. clarkei
- L. clivosa Pelman, 1983
- L. clochensis?
- L. columba
- L. concinna
- L. corralensis Rusconi, 1950?
- L. damesi
- L. davisii McCoy, 1851
- L. decorticata
- L. delgadoi
- L. derwentii Postlethwaite, 1897
- L. desiderata
- L. dimorpha
- L. displosa Williams 1974
- L. dotensis Kobayashi, 1934
- L. dusaaulti Patte, 1929
- L. dzhavodiensis Sobolev, 1975
- L. elata Pelman, 1986
- L. ellsi
- L. endopunctata
- L. eucharis Resser, 1939
- L. euglypha
- L. exilis
- L. exortiva
- L. expulsa Barrande, 1879
- L. fenxiangensis Wang, 1978
- L. ferox
- L. ferruginea Salter in Salter & Hicks, 1867
- L. fostermontensis
- L. franklinensis
- L. galba
- L. genei
- L. glypta
- L. grandis
- L. granvillensis
- L. haimantensis
- L. halei
- L. hatai
- L. havliceki Mergl & Slehoferova, 1990
- L. hayaeri
- L. hayesi
- L. hesperia Williams & Curry, 1985
- L. hilli
- L. hinganensis Su, 1980
- L. hitka
- L. howardi Postlethwaite, 1897
- L. hsiensis
- L. humaensis Su, 1980
- L. huronensis
- L. ibicus
- L. idahoensis Resser, 1938
- L. iddingsi
- L. ino
- L. insons Barr.
- L. intermedia Liu, Zhu & Xue, 1985
- L. irene
- L. iris
- L. jakutensis
- L. jerseyensis
- L. kalpinensis Zhang, 1981
- L. kanabensis Resser, 1945
- L. kanlingensis Zhang, 1981
- L. kayseri Sun, 1923
- L. kiddoi
- L. kingstonensis
- L. kitatiensis Aksarina, 1978
- L. lasherensis Rusconi, 1951
- L. lata Koliha, 1924
- L. lepis Salter, 1866
- L. libecovensis Koliha, 1918
- L. lineolata
- L. linguata Pelman, 1977
- L. lirata
- L. lithuanica Korkutis, 1971
- L. liui
- L. lochmanae
- L. longa
- L. longula
- L. major Teixeira, Ribeiro & Silva, 1964
- L. manchuriensis
- L. mania
- L. manticula
- L. marcia Walcott, 1911
- L. martillensis Rusconi, 1952
- L. matthewi Koliha, 1921
- L. mcconnelli Walcott, 1889
- L. mechos/nechos
- L. mehaeigueni Legrand, 1974
- L. miltoni
- L. minus
- L. minuscula Sobolev, 1975
- L. modesta Lochman, 1940
- L. montana Fenton & Fenton, 1936
- L. monticola
- L. moosensis<
- L. morsei
- L. mosia
- L. murcia var. templetonensis Chapman, 1929
- L. narrawayi
- L. nepos
- L. nerva
- L. nicholsoni Callaway, 1877
- L. nina
- L. nicholsoni Callaway, 1877
- L. paliformis
- L. parvula
- L. pela densis Rusconi, 1951
- L. pennsylvanica
- L. perattenuata
- L. petalon Davidson, 1868
- L. pingchouensis
- L. pingchouensis
- L. proveedorensis Cooper, 1952/1954
- L. putilla
- L. quadrilateralis
- L. quaestor Reed, 1917
- L. raymondi Clark, 1924
- L. remius/remus
- L. reticulata
- L. rideauensis
- L. rotunda Pelman, 1977
- L. rugosilinea
- L. sanfangensis
- L. sculptilis
- L. sequens
- L. shansiensis
- L. siliqua
- L. silurica Yadrenkina, 1986
- L. solitariensis Rusconi, 1950
- L. spicata
- L. spitiensis
- L. stonei
- L. ubdivisa Rusconi, 1950
- L. subfusula Su, 1980
- L. subparallela
- L. sufi Mergl & Slehoferova, 1990
- L. sulcata Barrande, 1879
- L. taijiangensis Huang, Wang, Zhao & Dai, 1994
- L. takayamai
- L. tangshihensias
- L. tarpa
- L. tenuitesta
- L. terranovica Howell, 1943
- L. texana
- L. texana
- L. thems mckeei Resser, 1945
- L. tomkolensis Kobayashi, 1934
- L. tsuchidai
- L. turneri
- L. variabilis Pelman, 1977
- L. variolata
- L. vermontensis
- L. virginiensis
- L. viridis Cobbold, 1921
- L. wanniecki
- L. waptaensis
- L. welleri
- L. wirthi
- L. wongi
- L. yabei
- L. yingtzuensie Kobayashi, 1931
- L. yongchengensis Zeng, 1977
- L. yuechiensis Xu, 1978
- L. zejszneri Bednarczyk, 1960
- L. zetus
- L. zeus
- L. zulupeana Rusconi, 1954

### Heringedeelde soorten
- L. acuminata Walcott, 1908 (huidige naam Lingulepis acuminata Conrad)
- L. acuta Pelman, 1977
- L. acutangula (current name Lingulepis acutangulus Roemer, 1849)
- L. africana Legrand, 1974